# 京都市立久世西小学校
京都市立久世西小学校（きょうとしりつ くせにししょうがっこう）は、京都市南区にある公立小学校。

## 概要
京都市立大藪小学校の児童増加に伴い開校した小学校である。

## 沿革
- 1976年3月 - 建設工事が着工[1]
- 1977年4月 - 開校[1]

## 進学先
- 京都市立久世中学校

## 交通アクセス
- 東海道本線 （JR京都線）桂川駅下車
- 阪急京都本線 洛西口駅下車

## 通学区域が隣接している学校
- 京都市立大藪小学校
- 京都市立祥栄小学校
- 京都市立川岡東小学校
- 京都市立川岡小学校
- 向日市立第4向陽小学校
- 向日市立第3向陽小学校